# Никола Чалъков (офицер)
Вижте пояснителната страница за други личности с името Никола Чалъков.
Никола Цветков Чалъков е български офицер, подполковник.

## Биография
Роден е на 3 декември 1898 година в София. Завършва Военното училище през 1919 година. От 1942 година е командир на шестдесет и осми пехотен полк, част от шестнадесета пехотна дивизия, дислоцирана в Беломорието. През 1944 година е назначен за командир на двадесет и трети пехотен шипченски полк. Уволнен през 1944 година.

## Военни звания
- Подпоручик (1919)
- Поручик (30 януари 1923)
- Капитан (15 юни 1928)
- Майор (6 май 1936)
- Подполковник (6 май 1940)